# Guido Marini
Guido Marini (Genova, 31. siječnja 1965.) katolički je biskup biskupije Tortona. Bivši je ceremonijar na papinskim pontifikalnim misama. Službu magistra papinskih liturgijskih slavlja obnaša od 1. listopada 2007. nasljedivši msgr. Piera Marinija. Prije nego što je došao na funkciju papinskog ceremonijara, obnašao je službu ceremonijara u nadbiskupiji u Genovi. Papa Franjo 29. kolovoza 2021. imenovao ga je biskupom Tortone. Za biskupa je zaređen u bazilici sv. Petra 17. listopada 2021. godine. Službu biskupa preuzeo je u Tortoni 7. studenoga 2021. godine.  

## Obrazovanje
Godine 2007. diplomirao je psihologiju komunikacije na Papinskom učilištu Salesiani, a kasnije stječe doktorat iz kanonskog i građanskog prava na Lateranskom učilištu.

## Svećenička služba do magistra papinskih liturgijskih slavlja
Za svećenika je zaređen 4. veljače 1989., a zaredio ga je nadbiskup Genove Giovanni Canestri 
Službe koje je obnašao nakon ređenja:
- 1989. – 2003.: Tajnik Genovske nadbiskupije
- 1996. – 2001.: član nadbiskupije vijeća svećenika
- 2004. – 2007.: duhovnik sjemeništa u Genovi
- 2005. – 2007.: kancelar nadbiskupije

## Magistar papinskih liturgijskih slavlja
U govoru u siječnju 2010. godine Marini podržava pozive u crkvi za "reformu" liturgije: "Za nekoliko godina, nekoliko glasova su čuli da se u crkvenim krugovima govori o nužnosti nove liturgijske obnove", dodajući da će novi pokret obnove biti "sposobni za rad reforme, ili radije se presele još jedan korak naprijed u razumijevanju za autentičan duh liturgije i njegove proslave.
U svibnju 2010. godine Marini je slavio misu u bazilici Svete Marije Velike. 
Godine 2015. papa Franjo je donio promjene da primanje palija za metropolite nadbiskupe veliki događaj za cijelu nadbiskupiju,a ne samo pravna i svečana stvar. Marini rekao da od 29. lipnja 2015. svečano primanje palija će se održati u gradskoj nadbiskupskoj kući, a ne u Vatikanu.
Marini je dobio pohvale za povratak tradicionalnih elemenata u papinskim misama i drugim liturgijskim slavlja, te također odlučuje o korištenju misnica, dalmatika i ostalog liturgijskog ruha.